# 府中家具木工資料館
府中家具木工資料館（ふちゅうかぐもっこうしりょうかん）は、広島県府中市にあった家具に関する資料館。1996年（平成8年）～2018年(平成30年)5月31日まで開館されていた。

## 概要
- 2018年(平成30年)5月31日　閉館
- 管理運営　府中家具工業協同組合